# Marcel Delarbre
Pour les articles homonymes, voir Delarbre.
Marcel Delarbre, né le 25 septembre 1881 dans le 14e arrondissement de Paris et  mort le 26 février 1939 dans le 15e arrondissement de Paris, est un dirigeant sportif, journaliste sportif français, propagandiste du sport, inspecteur d’Éducation physique de la Ville de Paris.

## Biographie
Louis Célestin Marcel Délarbre naît en 1881 à Paris, fils d'Antoine Célestin Délarbre, employé, et de Maria Manière, son épouse.
Marcel Delarbre est un Parisien, de ce coin de la capitale situé entre le Lion de Belfort et la barrière d'Orléans, et que jadis on appelait Montrouge. Tout jeune, à l'école Lavoisier il fonde, vers 1895, avec son père, l'association sportive de cet établissement qui après avoir enlevé le championnat de France scolaire de cross country est l'embryon de la Société athlétique de Montrouge, présidé  par son père. Il gagne le 100 mètres du Prix Blanchet. Il devient secrétaire de son club. Il groupe autour de lui une pléiade d'athlètes remarquables : Marc Bellin du Côteau, Michel Renard, Gaston Ragueneau, Bouchard et conduit à la victoire les « crossmen » de son club. Il fait aménager la première piste parisienne en cendrée, à la porte de Gentilly. La S.A.M. est bientôt le premier club athlétique de la capitale, et ses victoires, en course à pied, forment un beau palmarès. Il en restera le président jusqu’à la fin de sa vie.
Journaliste à L’Écho du sport, commissaire des sports du Petit Journal, Il dirige aussi la rubrique sportive de L'Œuvre, chroniqueur sportif à La Journée industrielle, président du syndicat de la presse sportive, il est un apôtre de l'éducation physique et du sport.
Il est délégué à la propagande, dans le premier bureau lors de la constitution de la Fédération française de natation en 1919. Il est aussi vice-président de la Fédération française d'athlétisme, membre du Bureau de l'Union des sociétés françaises de sports athlétiques en 1920.
Devenu l'un des dirigeants les plus influents de la natation française, il organise avec Robert Coquelle, le Meeting international d’éducation physique féminine et de sports en avril 1922.
Delarbre est, à plusieurs reprises, chef de cabinet des hauts commissaires et des sous-secrétaires d'État à l'Éducation physique : chef de cabinet de Henry Paté, commissaire général à l'Éducation physique en 1924, sous-secrétaire à l'Éducation physique du 13 novembre 1928 au 2 mars 1930.
Il se présente aux élections législatives de 1924 en Seine-et-Oise sur la liste du cartel des gauches. Il n'échoue que d'une cinquantaine de voix.
Delarbre est nommé inspecteur d'Éducation physique de la Ville de Paris et du département de la Seine en 1931, inspecteur général en 1937. Il prend part aux côtés d'Adrien Rey-Golliet, comme secrétaire général, à l'organisation de l'œuvre des camps de vacances en montagne.
Marcel Delarbre est nommé commissaire général de l'Union française des œuvres laïques d'éducation physique en 1931. Il succède à Frantz Reichel au secrétariat général du Comité olympique français en 1931, secrétaire général du Comité national des sports en 1931. Il reste à ces deux postes jusqu'en 1938.
Marcel Delarbre est aussi, président de L'Amicale (maçonnique) des sportifs, membre de l'Association fraternelle (maçonnique) des journalistes, chevalier de la Légion d'honneur en 1922, officier de la Légion d'honneur, depuis le 25 juillet 1930.
Il meurt à Paris en 1939.

## Publications
- Paul Boucher, Marcel Delarbre, René Plasson, « L'éducation physique à l'école primaire des garçons : guide de l'instituteur, 1933 » sur Gallica

## Hommage
Un stade portait son nom (ou celui de son père) à Paris. La coupe Marcel Delarbre, coupe de France de football, UFOLEP, récompense les joueurs ayant au moins 19 ans.